# 1938 en hockey sur glace
Cette page présente les éléments de hockey sur glace de l'année 1938, que ce soit d'un point de vue rencontres internationales ou championnats nationaux. Les grandes dates des différentes compétitions sont données ainsi que les décès de personnalités du hockey mondial.

## Amérique du Nord

### Ligue nationale de hockey
- Les Blackhawks de Chicago remportent la Coupe Stanley 1938.

### Ligue américaine de hockey
- Les Barons de Cleveland remportent la trophée F.-G.-« Teddy »-Oke et les Reds de Providence la Coupe Calder.

## Europe

### Allemagne
- Le SC Riessersee remporte son 3e titre de champion d'Allemagne.

### France
- Les Français Volants de Paris sont champions de France.

### Suisse
- Le HC Davos remporte la 1re saison de Ligue Nationale A, qui remplace l'championnat national de série A.

## International

### Championnats du monde
- 11 février  : début du 12e championnat du monde à Prague en Tchécoslovaquie.
- 19 février : la Grande-Bretagne devient championne d'Europe en battant la Tchécoslovaquie 1 à 0 en demi-finale.
- 20 février : le Canada remporte son match face à la Grande-Bretagne 3-1  et par la même occasion son 10e titre mondial[1].

## Autres Évènements

### Décès
- 7 décembre : décès de Joseph Cattarinich, joueur, il fut après sa carrière copropriétaire des Canadiens de Montréal de 1921 à 1935. Intronisé au Temple de la renommée du hockey en 1977.